# Khimaira

Khimaira est un magazine français trimestriel créé en janvier 2005, consacré aux littératures de l'imaginaire : fantasy, fantastique et science-fiction, mais également à la bande dessinée, au cinéma, à la musique, aux jeux (jeu de rôle, jeu vidéo...) ou au folklore populaire sur ces thèmes. Laissant une grande place à l'illustration, ce magazine publie également de courts textes (nouvelles. Il comporte une centaine de pages en couleurs et en format papier, d'abord sous forme de fanzine avant d'être distribué en kiosques pendant quatre ans. Sa diffusion est alors d'environ 11 000 exemplaires sur 4 500 points de vente de presse. Richard Ely en est le rédacteur en chef jusqu'en 2009, et Christian Lesourd le directeur de publication et directeur artistique. Édité jusqu'à fin 2008 avec des numéros thématiques (vampires, loups-garous, fées...), il est depuis passé au format web. Julien Fleury en est l'actuel rédacteur en chef.

## Sommaires
- (Janvier/mars 2005)

Dossier : Vampires
Interviews : Jean Van Hamme, Philippe Delaby, Rhapsody, Jadallys, Collection d'Arnell-Andréa, John Howe
Articles : Jack Arnold, L'Exorciste, Dragons, licornes et autres chimères
Nouvelles : Dragon Noir de Thomas Day, Un mauvais pressentiment de Menolly, Rédemption pour un Stryge de Li-Cam, Cent fois Prométhée de Estelle Valls de Gomis.
- (Avril/juin 2005)

Dossier : Sorcières
Interviews : Poppy Z. Brite, Paul Di Filippo, Christopher Priest, Algésiras, Claire Wendling, L'Enfant de l'orage, Elane, Atrium Carceri, Persephone, Within Temptation
Articles : Robert Holdstock, Peter Pan, Les Trolls, la Banshee, The Ring, Ernest B. Schoedsack, King Kong, Star Wars, Jack or Jive, Festival Trolls et Légendes
Nouvelles : Le Ramon de la Macrale de Alain le Bussy, La sorcière est dans le placard de Ecco Erwan, Mère Porteuse de Marie Petrus, La double hélice de Antoine Lencou.
- (Juillet/septembre 2005)

Dossier : Space Opéra
- (Octobre/décembre 2005)

Dossier : Détectives de l'étrange
- (Janvier/mars 2006)

Dossier : Mythologies antiques
- (Avril/juin 2006)

Dossier : Dragons
- (Juillet/septembre 2006)

Dossier : Fantômes
- (Octobre/décembre 2006)

Dossier : Robots
Interviews : Erwan Le Breton et Ronan Lebreton, Michael Moorcock, Raymond E. Feist, Jean-Louis Fetjaine, Olivier Ledroit et Pat Mills, Clémence Poésy, Tragic Black, Lunatica, Sabaton, Deleyaman, Soysoy
Articles : Les Technopères, La Roussalka, Le Labyrinthe de Pan, Grindhouse, Fritz Lang, Anime 2006, Leipzig 2006, Eureka Seven, Tyler Bates, La Hache et le Feu, Les dessous de Tessa
Nouvelles : PRISE de Stan Nichols, La vie et la mort des Cigales de Jean-Pierre Planque.
- (Janvier/mars 2007)

Dossier : Fées
Interviews : Charles Stross, Alessandro Barbucci et Barbara Canepa, Fabrice Colin, Sire Cédric, Claude Bolduc, Collection Portail, Christophe Bec, Jeff Smith, Alex Zahara
Articles : Fantastic Children, Cynenigma, Stardust, le mystère de l'étoile, 300, Hayao Miyazaki, Humanydyne, Parabellum, Amnesya 2K51, L'offensive Microsoft, Les jeux consoles et PC 2007
Nouvelle : Passing By de Léa Silhol.
- (Avril/juin 2007)

Dossier : Asie fantastique ; Christophe Lambert
Interviews : Alan Moore, Juan Miguel Aguilera, Catherine Dufour, André-François Ruaud, Audrey Petit, Thierry Di Rollo, Bruno Bellamy, Gwendal Lemercier, Delain, Jens Lien, John Doe.
Articles : Peter Molyneux, Un vent souffle sur le RPG, La preuve par 3, Wicker Man, Lon Chaney, l’homme aux mille visages, Fantastic'Arts 2007, L'Appel de Cthulhu, Les jeux de figurines, Punaise et Puceron
Nouvelle : Retour de flamme de Christophe Lambert